# (4719) Burnaby
(4719) Burnaby est un astéroïde de la ceinture principale.

## Description
(4719) Burnaby est un astéroïde de la ceinture principale. Il fut découvert le 21 novembre 1990 à Kushiro par Seiji Ueda et Hiroshi Kaneda. Il présente une orbite caractérisée par un demi-grand axe de 2,70 UA, une excentricité de 0,17 et une inclinaison de 7,5° par rapport à l'écliptique.

## Compléments